# 新界區專線小巴67K線
新界區專線小巴67K線是由棉記汽車旗下順威實業有限公司營運的一條香港小巴線，行走亞公角及沙田站之間。

## 簡介及歷史
- 1984年：路線投入服務，由鴻基專線小巴經營。
- 2006年10月15日：來回程繞經小瀝源路、石門工業區及港鐵石門站。
- 2009年8月17日：配合67A投入服務，來回程恢復途經濱景花園一段的大涌橋路。[2]
- 由於營辦商鴻基專線小巴的掌控者袁氏家族早年處理合伙人關係不當，加上家族內部對各成員於公司內的權限有所爭拗，因此鴻基專線小巴近年多番捲入訴訟[3][4][5]。運輸署以該公司經營不善為由，決定收回該公司各條專綫小巴路線之經營權，並於2016年11月25日刊憲重新招標。[6]
- 2017年4月1日起：本線由棉記汽車轄下順威實業有限公司接辦，並加入「兩元乘車優惠」。[7][8]。

## 行車路線
- 往沙田站方向，駛經：亞公角山路、亞公角街、石門交匯處、大涌橋路、沙田鄉事會路及沙田車站圍
- 往亞公角方向，駛經：沙田車站圍、沙田鄉事會路、大涌橋路、石門交匯處、亞公角街、沙田醫院通道、亞公角街及亞公角山路

| 沙田站方向 | 沙田站方向     | 沙田站方向     | 亞公角方向 | 亞公角方向             | 亞公角方向       |
| 序號       | 車站名稱       | 街道           | 序號       | 車站名稱               | 街道             |
| ---------- | -------------- | -------------- | ---------- | ---------------------- | ---------------- |
| 1          | 亞公角小巴總站 | 亞公角小巴總站 | 1          | 沙田站小巴總站         | 沙田站小巴總站   |
| 2          | 城門之源       | 亞公角山路     | 2          | 麗豪酒店(河畔花園)     | 大涌橋路         |
| 3          | 沙田慈氏護養院 | 亞公角山路     | 3          | 富豪花園               | 大涌橋路         |
| 4          | 突破青年村     | 亞公角山路     | 4          | 明星海鮮舫(沙田第一城) | 大涌橋路         |
| 5          | 白普理寧養中心 | 亞公角山路     | 5          | 新界鄉議局大樓         | 大涌橋路         |
| 6          | 新界鄉議局大樓 | 大涌橋路       | 6          | 沙田醫院小巴總站       | 沙田醫院小巴總站 |
| 7          | 沙田第一城     | 大涌橋路       | 7          | 白普理寧養中心         | 亞公角山路       |
| 8          | 富豪花園       | 大涌橋路       | 8          | 沙田慈氏護養院         | 亞公角山路       |
| 9          | 麗豪酒店       | 大涌橋路       | 9          | 突破青年村             | 亞公角山路       |
| 10         | 沙田站小巴總站 | 沙田站小巴總站 | 10         | 亞公角小巴總站         | 亞公角小巴總站   |

## 收費
全程收費：$6.7
- 沙田站往來濱景花園：$4.1
- 沙田醫院往來亞公角：$4.1

## 服務時間及班次
- 每日亞公角開：06:30-23:00，10-30分鐘一班
- 每日沙田站開：06:25-23:00，10-30分鐘一班

## 衍生問題
本路線只往亞公角方向繞經沙田醫院，如欲於沙田醫院前往沙田站，須於該站登上該線小巴，繞經亞公角山路及亞公角小巴總站後再折返，所以往往導致亞公角山路一帶居民難以上車。

## 參看
- 新界區專線小巴67A線